# آلدو ناردی
آلدو ناردی (انگلیسی: Aldo Nardi؛ ۳ مارس ۱۹۳۱ – ۱۱ ژوئیه ۲۰۰۱) بازیکن فوتبال اهل ایتالیا بود.
از باشگاه‌هایی که در آن بازی کرده‌است می‌توان به باشگاه فوتبال آ.اس. رم، باشگاه فوتبال آلساندریا، باشگاه فوتبال تورینو، و باشگاه فوتبال امپولی اشاره کرد.